# Punto cardinale
Si chiama punto cardinale ciascuna delle quattro direzioni principali verso le quali è possibile muoversi lungo la superficie della Terra o di un altro geoide; tali quattro punti cardinali sono il nord o settentrione, il sud o mezzogiorno o meridione, l'est o levante od oriente  e l'ovest o ponente od occidente.

## I nomi dei punti cardinali
I termini nord, sud, est e ovest derivano tutti dall'alto tedesco antico, e l'origine di questi termini usati inizialmente nelle culture germaniche, si può riscontrare della mitologia norrena: secondo il mito della creazione all'inizio del tempo furono posti quattro nani ai quattro punti cardinali, e i nomi di questi nani erano: Norðri (Nord), Suðri (Sud), Austri (Est) e Vestri (Ovest).
L'ultimo di tali termini, òvest, è giunto in italiano tramite la forma francese ouest, che era la trascrizione fonetica secondo l'ortografia francese del termine germanico. La voce francese entrò nella lingua italiana prima dell'epoca in cui prese stabilmente piede la differenziazione fra le lettere U e V: a causa della sua posizione fra due vocali, la lettera u, venne dunque erroneamente letta [v] secondo le regole ortografiche dell'italiano antico, dando origine all'attuale forma italiana òvest.
I termini oriente, occidente, meridione e settentrione vengono dal latino, e ciascuno di essi ha un'etimologia specifica:
- Il nome dell'oriente viene dal latino solem orientem, ovvero Sole nascente o levante (da cui deriva la sigla L per indicare l'est di alcune mappe cartografiche): difatti, l'Est è la direzione dalla quale si vede sorgere il sole.
- Al contrario, l'occidente prende il suo nome dall'espressione latina solem occidentem, ovvero sole morente o ponente (da cui deriva la sigla P per indicare l'ovest di alcune mappe cartografiche), essendo com'è noto l'Ovest la direzione verso la quale il sole tramonta.
- La parola "meridione" deriva invece dal termine meridiem, che in latino indica l'orario di mezzogiorno (da cui deriva la sigla M per indicare il sud di alcune mappe cartografiche); ciò è dovuto al fatto che, a quell'ora, per qualsiasi popolo dell'emisfero boreale il sole si trova verso sud. Per questa ragione, oggigiorno il meridione è anche nominato mezzogiorno.
- Septem triones, che in latino significa "i sette buoi (o tori) da traino", è invece l'espressione dalla quale deriva il termine "settentrione" (da cui deriva la sigla S, a volte T, per indicare il nord di alcune mappe cartografiche); i Romani erano infatti soliti chiamare sette buoi le sette stelle più luminose della costellazione dell'Orsa Maggiore (o Grande Carro), che indicava il nord ai navigatori.

Ai punti ortogonali suddetti, si aggiungono altri quattro indicanti posizioni intermedie: trattasi del nord-est, sud-est, sud-ovest e nord-ovest. Oltre agli otto punti cardinali totali finora citati, esistono altri otto punti, che si posizionano in maniera mediana tra le direzioni descritte precedentemente: il nord-nord-est, l'est-nord-est, l'est-sud-est, il sud-sud-est, il sud-sud-ovest, l'ovest-sud-ovest, l'ovest-nord-ovest e il nord-nord-ovest, per un totale di ben sedici punti cardinali differenti.
Queste posizioni possono essere indicate o con una sigla formata dalle varie iniziali delle parole componenti il loro nome (ad esempio, S per sud, NE per nord-est ed ESE per l'est-sud-est), oppure in gradi angolari rispetto al Nord (anche detto azimut). In linguaggio militare era un tempo molto utilizzato il sistema di nominazione delle posizioni relative basato sull'orario, assimilando la rosa dei venti a un orologio: in questo modo, il punto di fronte a un individuo (come fosse il suo "nord") diventa le "ore 12", mentre la sinistra (il suo "ovest") diviene le "ore 9".

## I colori dei punti cardinali
Secondo la tradizione turca ci sono quattro divinità o signori (Khan), legati ai quattro punti cardinali: il Khan nero o Qara Khan a nord, il Khan rosso o Qïzïl Khan a sud, il Khan bianco o Aq Khan a ovest e il Khan blu o Kök Khan a est. Il nome della popolazione dei Morlacchi, Valacchi del Nord, deriva appunto dall'attribuzione del colore nero al punto cardinale Nord.

## Punti cardinali e venti

Rosa dei venti

Avendo come punto di riferimento la punta occidentale dell'isola di Creta, dove veniva anticamente posizionata sulle mappe la Rosa dei Venti, da ciascuno degli otto principali punti cardinali proviene una corrente d'aria (vento) diversa:
| Direzioni delle correnti d'aria       |
| Da N proviene la tramontana           |
| Da NE proviene il grecale             |
| Da E proviene l'oriente o levante     |
| Da SE proviene lo scirocco            |
| Da S proviene il mezzogiorno o ostro  |
| Da SO proviene il libeccio            |
| Da O proviene l'occidente o ponente   |
| Da NO proviene il maestrale o maestro |